# سلول‌های مرده جنینی
«سلول‌های مردهٔ جنینی» (به انگلیسی: Dead Embryonic Cells) ترانه‌ای از گروه هوی متال سپولترا و دومین تک‌آهنگ از آلبوم ۱۹۹۱ آن‌ها با نام خیزش است. وب‌گاه آل‌میوزیک از «سلول‌های مردهٔ جنینی»-با قاطعیت-به‌عنوان قوی‌ترین اثر سپولترا در دوره‌ای که سبک‌شان هنوز دث متال بود یاد کرده‌است.
برای این ترانه موزیک ویدئویی هم ساخته شده که در کاست وی‌اچ‌اس هرج و مرج سوم جهانی و دی‌وی‌دی آن که بعداً منتشر شد موجود است.

## فهرست ترانه‌های تک‌آهنگ
- ۱) «سلول‌های مردهٔ جنینی»
- ۲) «ارگاسموترن» (کاور موتورهد)
- ۳) «نیروهای سرنوشت شوم» (بازخوانی نسخهٔ اصلی این ترانه که قبلاً در آلبوم بصیرت‌های وحشت‌آور منتشر شده‌بود).

## اعضای مشارکت‌کننده
- مکس کاوالرا: خواننده و نوازندهٔ گیتار
- ایگور کاوالرا: نوازندهٔ درامز
- آندریاس کیسر: نوازندهٔ گیتار
- پائولو جونیور: نوازندهٔ گیتار باس